# 奥尔福德
奥尔福德（英语：Alford/ˈɑːfərd/；苏格兰盖尔语：Athfort；低地苏格兰语：Aaford或Awfort），是英国苏格兰阿伯丁郡的一个村镇，位于唐河南岸。总人口约2050（2006年）。主要景点有：格兰扁交通博物馆、奥尔福德谷地窄轨铁路、 克雷吉瓦城堡等。